# Acanthaclisis obscura
Acanthaclisis obscura is een insect uit de familie mierenleeuwen (Myrmeleontidae), die tot de orde netvleugeligen (Neuroptera) behoort. De soort komt voor in Afghanistan.